# Michael Santos
Michael Nicolás Santos Rosadilla (Montevidéu, 13 de março de 1993) é um futebolista uruguaio que atua como centroavante. Atualmente joga no Vélez Sarsfield.

## Carreira

### River Plate
Nascido em Montevidéu, Michael Santos foi revelado pelo River Plate e estreou profissionalmente em 13 de fevereiro de 2011.
Marcou seu primeiro gol como profissional em 28 de abril de 2012.

### Málaga
Em 5 de julho de 2016, Santos foi comprado pelo Málaga. Ele assinou por quatro anos com o clube espanhol. O atacante estreou pela equipe no dia 23 de outubro, saindo do banco de reservas e entrando no lugar de Jony Rodríguez numa goleada por 4 a 0 contra o Leganés.

## Seleção Uruguaia

### Sub-23
Em 17 de junho de 2015, Santos foi convocado para a disputa do Jogos Pan-Americanos.

### Principal
Sua primeira convocação para a Seleção Uruguaia principal ocorreu em 29 de agosto de 2015.

## Estatísticas
Atualizadas até 20 de dezembro de 2016

### Clubes
| Clube             | Temporada         | Campeonato nacional | Campeonato nacional | Campeonato nacional | Copa nacional[a] | Copa nacional[a] | Copa nacional[a] | Competições continentais[b] | Competições continentais[b] | Competições continentais[b] | Outros torneios[c] | Outros torneios[c] | Outros torneios[c] | Total | Total | Total   |
| Clube             | Temporada         | Jogos               | Gols                | Assist.             | Jogos            | Gols             | Assist.          | Jogos                       | Gols                        | Assist.                     | Jogos              | Gols               | Assist.            | Jogos | Gols  | Assist. |
| ----------------- | ----------------- | ------------------- | ------------------- | ------------------- | ---------------- | ---------------- | ---------------- | --------------------------- | --------------------------- | --------------------------- | ------------------ | ------------------ | ------------------ | ----- | ----- | ------- |
| River Plate       | 2010–11           | 1                   | 0                   | 0                   | —                | —                | —                | —                           | —                           | —                           | —                  | —                  | —                  | 1     | 0     | 0       |
| River Plate       | 2011–12           | 8                   | 1                   | 0                   | —                | —                | —                | —                           | —                           | —                           | —                  | —                  | —                  | 8     | 1     | 0       |
| River Plate       | 2012–13           | 8                   | 1                   | 0                   | —                | —                | —                | —                           | —                           | —                           | —                  | —                  | —                  | 8     | 1     | 0       |
| River Plate       | 2013–14           | 22                  | 8                   | 3                   | —                | —                | —                | 4                           | 2                           | 0                           | —                  | —                  | —                  | 26    | 11    | 3       |
| River Plate       | 2014–15           | 29                  | 21                  | 6                   | —                | —                | —                | 3                           | 3                           | 1                           | —                  | —                  | —                  | 32    | 24    | 7       |
| River Plate       | 2015–16           | 23                  | 11                  | 11                  | —                | —                | —                | 7                           | 4                           | 1                           | —                  | —                  | —                  | 30    | 15    | 12      |
| River Plate       | Total             | 91                  | 42                  | 20                  | 0                | 0                | 0                | 14                          | 9                           | 2                           | 0                  | 0                  | 0                  | 105   | 51    | 22      |
| Málaga            | 2016–17           | 14                  | 3                   | 0                   | 2                | 1                | 1                | —                           | —                           | —                           | —                  | —                  | —                  | 16    | 4     | 1       |
| Málaga            | Total             | 14                  | 3                   | 0                   | 2                | 1                | 1                | 0                           | 0                           | 0                           | 0                  | 0                  | 0                  | 16    | 4     | 1       |
| Sporting de Gijón | 2017–18           | 15                  | 6                   | 1                   | 1                | 0                | 0                | —                           | —                           | —                           | —                  | —                  | —                  | 16    | 6     | 1       |
| Sporting de Gijón | Total             | 15                  | 6                   | 1                   | 1                | 0                | 0                | —                           | —                           | —                           | —                  | —                  | —                  | 16    | 6     | 1       |
| Total na carreira | Total na carreira | 120                 | 51                  | 21                  | 3                | 1                | 1                | 14                          | 9                           | 2                           | 0                  | 0                  | 0                  | 137   | 61    | 24      |

- a. ^ Jogos da Copa del Rey
- b. ^ Jogos da Copa Sul-americana e Copa Libertadores da América
- c. ^ Jogos da Amistoso

### Seleção Uruguaia
Abaixo estão listados todos jogos e gols do futebolista pela Seleção Uruguaia, desde as categorias de base. Abaixo da tabela, clique em expandir para ver a lista detalhada dos jogos de acordo com a categoria selecionada.
Sub-22
| Ano   |       |      |         |       |
| Ano   | Jogos | Gols | Assist. | Média |
| ----- | ----- | ---- | ------- | ----- |
| 2015  | 5     | 1    | 0       | 0,2   |
| Total | 5     | 1    | 0       | 0,2   |

|    | Data                | Local                       | Resultado | Adversário        | Gol(s) | Competição         |
| -- | ------------------- | --------------------------- | --------- | ----------------- | ------ | ------------------ |
| 1. | 13 de julho de 2015 | Tim Hortons Field, Hamilton | 4–0       | Trinidad e Tobago | 0      | Pan-Americano 2015 |
| 2. | 17 de julho de 2015 | Tim Hortons Field, Hamilton | 0–1       | México            | 0      | Pan-Americano 2015 |
| 3. | 21 de julho de 2015 | Tim Hortons Field, Hamilton | 1–0       | Paraguai          | 0      | Pan-Americano 2015 |
| 4. | 23 de julho de 2015 | Tim Hortons Field, Hamilton | 2–1       | Brasil            | 1      | Pan-Americano 2015 |
| 5. | 26 de julho de 2015 | Tim Hortons Field, Hamilton | 1–0       | México            | 0      | Pan-Americano 2015 |

Principal
| Ano   |       |      |         |       |
| Ano   | Jogos | Gols | Assist. | Média |
| ----- | ----- | ---- | ------- | ----- |
| 2015  | 2     | 0    | 0       | 0     |
| Total | 2     | 0    | 0       | 0     |

|    | Data                   | Local                             | Resultado | Adversário | Gol(s) | Competição               |
| -- | ---------------------- | --------------------------------- | --------- | ---------- | ------ | ------------------------ |
| 1. | 8 de setembro de 2015  | Estádio Nacional, San José        | 0–1       | Costa Rica | 0      | Amistoso                 |
| 2. | 12 de novembro de 2015 | Estádio Olímpico Atahualpa, Quito | 1–2       | Equador    | 0      | Elim. Copa do Mundo 2018 |

## Títulos
Vélez Sarsfield
- Campeonato Argentino: 2024

Seleção Uruguaia
- Jogos Pan-Americanos: 2015

### Prêmios individuais
- Time da temporada do Campeonato Argentino: 2023

### Artilharias
- Campeonato Argentino de 2023 - Primeira Divisão: (13 gols)